# مسلمو أوديا
مسلمو أوديا هم مجتمع مسلم من ولاية أوديشا الهندية. ينحدرون في الغالب من المتحولين محليين إلى الإسلام إلى جانب نسبة صغيرة مُهاجرة من شمال الهند. ويتميزون بممارساتهم الدينية المميزة وعاداتهم الغذائية ولغتهم.

## التاريخ
من الصعب تحديد أي شيء عن وصول الإسلام لأول مرة إلى أوديشا. ويعتقد أن أول حضور إسلامي مهم يعود إلى غزو القائد البنغالي، كالابهاد. قاد جيش السلطان سليمان كيراني، سلطان البنغال، انتصر كالابهاد على راجا موكوند ديفا حاكم كوتاك في 1568 م.
وستقر جنود السلطان الكيراني في أوديشا، لكن عددهم كان قليل جدًا. كان بعض مسلمو أوديا الأوائل من المتحولين. ومع ذلك، كان عدد هؤلاء المسلمين، وجميعهم تقريبًا من المتحولين من الهندوسية، مع ذلك لا توجد احصائية لأعدادهم، وعلى الرغم من أنهم كانوا مسلمين مؤمنين، إلا أنهم استمروا في الاشتراك في العادات والتقاليد المحلية واحتفظوا بالغتهم الأودية الأصلية، على عكس الأخرين الذين يستخدمون اللغة الفارسية أو الأردية، وهن مناللغات المشتركة لمعظم المسلمين الهنود. ولا يزال نسل هؤلاء المسلمين موجود في مناطق بوري وخوردة وكوتاك.
استمرت الهجرة في وقت لاحق تحت حكم المغول وكذلك نواب البنغال. غالبية هؤلاء كانوا من التجار أو علماء دين، الذين أرسلوا لرئاسة المحاكم، سواء العلمانية أو الإسلامية. بعد الاستقلال، شق عدد من المسلمين من أجزاء أخرى من الهند طريقهم إلى مدينتي روركلا وبوبانسوار.